# Raoul Manselli
Raoul Manselli (Napoli, 8 giugno 1917 – Roma, 20 novembre 1984) è stato uno storico italiano, specialista del Medioevo, di storia della Chiesa medievale, del movimento e dell'ordine francescano e, più in generale, della religiosità e dei movimenti ereticali medievali.

## Biografia
Entrò all'Università di Napoli nel 1934, dove fu allievo di Ernesto Pontieri, Adolfo Omodeo ed Emanuele Ciaceri. Nel 1938, a 21 anni, sotto la direzione di Ernesto Pontieri, si laureò magna cum laude e con dignità di pubblicazione, discutendo una tesi sulla figura di Boemondo d'Antochia nella prima crociata. Manselli subì comunque l'influsso di Adolfo Omodeo, professore di storia del cristianesimo, sia per l'impronta storicista della sua visione, sia per l'interesse ben presto mostrato per le vicende storiche della cristianità.
Fu professore di scuola media prima di essere comandato all'Istituto italiano di cultura di Brema negli anni di guerra 1942-43. Ritornò a insegnare come docente di ruolo al liceo scientifico Antonio Vallisneri di Lucca, vivendo anche un'esperienza nella Resistenza partigiana in Lucchesia. Nel 1947, vincitore di concorso, fu ammesso come allievo della Scuola storica nazionale annessa all'Istituto storico italiano per il Medio Evo, ambiente nel quale avvenne il determinante incontro con la personalità scientifica di Raffaello Morghen, che sarebbe divenuto il suo riconosciuto maestro di studi e di vita, dal quale seppe peraltro mostrare indipendenza e autonomia di giudizio. Sempre alla scuola, un duraturo sodalizio di amicizia e collaborazione culturale sarebbe sorto con altri storici, in particolare Paolo Lamma e Arsenio Frugoni, anch'essi allievi della Scuola. I suoi rapporti con l'Istituto storico italiano per il Medio Evo sarebbero durati ininterrottamente per tredici anni, prima come allievo della Scuola storica, poi come segretario dell'ente stesso, fino al 1959, anno in cui ricevette l'incarico straordinario all'Università di Perugia. Negli anni di permanenza all'Istituto storico, la sua grande competenza bibliografica fu fondamentale per la costituzione della biblioteca d'Istituto.
Ebbe la libera docenza in storia medievale nel 1953: insegnò dapprima presso la Scuola speciale per archivisti e bibliotecari e poi, come incaricato, all'Università di Lecce, dal 1956 al 1960.
Il 1953 vide anche la pubblicazione dei suoi Studi sull'eresia del XII secolo, incentrata essenzialmente sul fenomeno dei Petrobrusiani, ma con aperture sull'origine del Valdismo e del Catarismo occidentale e sulla lotta di san Bernardo di Chiaravalle nei confronti delle eresie popolari, in un secolo in cui, a suo parere, la cristianità medievale attingeva probabilmente il suo vertice più alto. L'opera avrebbe conosciuto una successive edizioni aumentata nel 1975, con un orizzonte tanto significativamente ampliato da giungere alla scelta di un nuovo titolo per la terza edizione in Secolo XII: religione popolare ed eresia, nel 1983. Il suo innato interesse per la spiritualità medievale e per le forme di "religiosità popolare" andava di pari passo con la sua attenzione per i movimenti ereticali del XII secolo e per l'escatologismo medievale, due fondamentali direttrici della sua attività di ricerca. La seconda di quelle direzioni di ricerca si manifestò nel suo studio sul commentario sull'Apocalisse di Pietro di Giovanni Olivi, la frequentazione delle cui opere risaliva a dieci anni prima, il 1945, quando Manselli ne fece la conoscenza alla Biblioteca Laurenziana di Firenze. Riguardo ai moti ereticali, non si trattava tanto di un interesse all'eresiologia come materia di studio quanto al riconoscimento, nelle molte forme di eterodossia, di manifestazioni e testimonianze delle aspirazioni religiose dell'epoca
Dal 1960 fu professore straordinario di storia medievale all'Università di Perugia e quindi titolare di cattedra all'Università di Torino.
Nel 1966 successe alla cattedra del suo maestro Raffaello Morghen all'Università di Roma, che Manselli tenne fino alla morte, divenendo anche direttore dell'istituto di storia medievale.
Nel 1977 fu nominato presidente del Centro italiano di studi sull'alto medioevo di Spoleto. Ha ricoperto la carica di consigliere direttivo dell'Istituto Storico Italiano per il Medio Evo, e dell'Istituto storico italo-germanico di Trento. Fu membro dell'Accademia Tudertina, della società internazionale di studi francescani, e direttore del Centro gioachimitico di S. Giovanni in Fiore. Con Arsenio Frugoni, all'Istituto dell'Enciclopedia italiana, ha collaborato alla redazioni di voci del Dizionario Biografico degli Italiani.
È stato socio di vari sodalizi accademici e culturali, come l'Accademia nazionale dei Lincei, socio corrispondente dei Monumenta Germaniae Historica, e membro della Società romana di storia patria e dell'Accademia bavarese delle scienze. La sua notevole conoscenza di molte lingue moderne gli permise di riallacciare i contatti tra la medievistica italiana e quella straniera.

### Biografia di Francesco d'Assisi
Manselli ebbe un grande interesse per la spiritualità medievale nelle cui grandi figure, come Valdo di Lione e San Francesco d'Assisi, egli vedeva esprimersi i tratti puri e semplici, a lui cari, della "religiosità popolare".
Con la figura di San Francesco, da cui era particolarmente attratto, e che egli considerava l'esito più alto della spiritualità medievale, Manselli si era già confrontato da tempo, all'inizio con la realizzazione di dispense per corsi universitari tenuti a Roma, confluiti in seguito nella pubblicazione di una prima biografia (Roma, 1980 e 1981). Alle prime forme della biografia si affiancava in quegli anni l'analisi di un copioso corpus di pericopi contenenti il testo «nos qui cum eo fuimus» («noi che fummo insieme a lui»), attraverso i quali colse una diversa immagine di san Francesco negli ultimi anni di sua vita, fortemente emarginato nella sua comunità.
Negli ultimi anni della sua vita rimise mano alla sua biografia di San Francesco, ma quella che egli chiamava la Editio maior della vita del santo di Assisi non fu mai portata a termine per il sopraggiungere improvviso della morte: sarà pubblicata solo nel 2002, grazie alle cure editoriali e al lavoro di ricostruzione dedicatogli da un suo allievo, Marco Bartoli.

## Opere
La bibliografia completa degli scritti di Raoul Manselli comprende quasi 700 titoli ed è stata pubblicata a cura di Edith Pásztor: Bibliografia di Raoul Manselli, vol. 9 della coll. Testi, studi, strumenti, del Centro italiano di studi sull'alto medioevo, 1994 ISBN 88-7-98-8378-X.
Un'ampia selezione bibliografica, redatta da Piero Morpurgo, è contenuta in Storia di un dottorato. Storia medievale all'Università di Firenze. Attività, ricerche, pubblicazioni (1983-2003), a cura di Andrea Zorzi, Firenze University Press (pp. 141–147).
- Normanni d'Italia alla prima crociata: Boemondo d'Altavilla, Roma, 1940 (pubblicazione della tesi di laurea, Boemondo d'Altavilla alla prima crociata, 1938
- Studi sulle eresie del secolo XII, Roma, 1953 (2ª ed. 1975; 3ª ed., 1983, come Il secolo XII: religiosità popolare ed eresia)
- La "Lectura super Apocalypsim" di Pietro di Giovanni Olivi. Ricerche sull'escatologismo medioevale, Roma, 1955
- Spirituali e beghini in Provenza, Istituto storico italiano per il Medio Evo, Roma, 1959
- Il Medioevo. Introduzione storiografica, Torino, 1967
- Federico Barbarossa Torino 1968
- (con Arsenio Frugoni), Il Modernismo, (Relazione per il XIII Congresso internazionale di scienze storiche, Mosca) Ed. Nauka, Mosca, 1970
- Federico II re di Sicilia, Torino, 1970-71
- I fenomeni di devianza nel Medioevo, Torino, 1972 e 1973
- La religione popolare nel Medio Evo: prime questioni metodologiche, Torino, 1974
- Magia e stregoneria nel Medioevo, Torino, 1976.
- Vita medievale: la festa, Torino, 1978
- L'Europa e il mondo. Corso di storia per le scuole medie superiori, Palermo 1978
- La nazione italiana nel suo sviluppo storico e nella discussione storiografica, Torino 1979
- L'eresia del male, Morano editore, Napoli 1963, 2ª ed. 1980
- L'Europa medievale fino allo scisma d'Occidente, Torino, 1979
- "Nos qui cum eo fuimus". Contributo alla questione francescana, Roma, 1980
- San Francesco, Roma, 1980, 2ª ed. 1981 (Editio maior, Cinisello Balsamo, 2002)
- Italia e Italiani alla prima crociata, Roma 1983
- Il secolo XII: religiosità popolare ed eresia, Roma 1983 (3ª ed. ampliata di Studi sulle eresie del secolo XII)
- (curatore, con Josef Riedmann) Federico Barbarossa nel dibattito storiografico in Italia e in Germania, il Mulino, Bologna, 1982
- in Comuni e signorie: istituzioni, società e lotte per l'egemonia, IV vol. della Storia d'Italia UTET diretta da Giuseppe Galasso, Torino, 1981
  - Egemonia imperiale, autonomia comunale, potenza politica della Chiesa
  - Il sistema degli Stati italiani dal 1250 al 1454,
- Il pensiero economico del Medioevo, Storia delle idee politiche economiche e sociali, diretta da Luigi Firpo, vol. II, Torino, 1983

Opera postuma
- (a cura di Edith Pásztor), Il soprannaturale e la religione popolare nel Medioevo, introduzione di Pietro Boglioni, coll. Religione e società, 13, Edizioni Studium, Roma 1986
- Scritti sul Medioevo Roma, 1994
- San Francesco. Editio maior, Edizioni San Paolo, Cinisello Balsamo, 2002
- (a cura di Alfonso Marini), I primi cento anni di storia francescana, Edizioni San Paolo, Cinisello Balsamo, 2004
- (a cura di Edith Pásztor) Temi e immagini del Medio Evo, Roma, 1996

### Ulteriori letture
- (a cura di Benedetto Vetere) AA.VV., L'opera storica di Raoul Manselli, Congedo editore, Galatina, 1988
- (a cura di Felice Accrocca), AA.VV: "Nisi granum frumenti…" Raoul Manselli e gli studi francescani, Bibliotheca seraphico-capuccina, 93, Roma 2011 ISBN 978-88-88001-80-7